# Панганис, Игорь Владимирович
Игорь Владимирович Панганис (14 апреля 1922, Харьков — 15 августа 1942, Острогожский район Воронежской области) — сержант Рабоче-крестьянской Красной Армии, участник Великой Отечественной войны, Герой Советского Союза (1945).

## Биография
Игорь Панганис родился 14 апреля 1922 года в Харькове. Жил в Москве.
В марте 1942 года он был призван на службу в Рабоче-крестьянскую Красную Армию. С августа того же года — на фронтах Великой Отечественной войны, командовал противотанковым орудием 73-го гвардейского стрелкового полка 25-й гвардейской стрелковой дивизии 6-й армии Воронежского фронта. Отличился во время боёв в Воронежской области лета 1942 года.
Расчёт Панганиса в течение восьми дней оборонял перекрёсток дорог между Россошью, Острогожском и Воронежем к югу от хутора Аверино Острогожского района. 15 августа 1942 года против советских частей на перекрёстке было брошено около двух роты мотострелков при поддержке пятнадцати танков. Расчёт Панганиса подбил один из танков, но весь выбыл из строя. Оставшись в одиночку, Панганис продолжал вести огонь из орудия, подбив ещё один танк. Когда орудие было разбито, а сам Панганис получил ранение, он со связкой гранат бросился под надвигающийся немецкий танк, ценой своей жизни уничтожив его. Похоронен в братской могиле в селе Коротояк Острогожского района Воронежской области.
Указом Президиума Верховного Совета СССР от 28 апреля 1945 года за «мужество, отвагу и героизм, проявленные в борьбе с немецкими захватчиками» гвардии сержант Игорь Панганис посмертно был удостоен высокого звания Героя Советского Союза. Также посмертно был награждён орденом Ленина. Навечно зачислен в списки личного состава воинской части.
В наградном листе и Указе о награждении отчество ошибочно указано как Михайлович. Ошибка была исправлена в 1973 году.